# Гэтлифф, Рэй
Рэймонд Гэтлифф (англ. Raymond Getliffe; 3 апреля 1914, Кеймбридж — 15 июня 2008, Лондон) — канадский хоккеист, игравший на позиции левого нападающего, двукратный обладатель Кубка Стэнли.

## Биография

### Игровая карьера
После игр за ряд команд в низших лигах, присоединился к клубу НХЛ «Бостон Брюинз», в котором отыграл три сезона, выиграв составе команды в 1939 году Кубок Стэнли. По окончании победного сезона перешёл в «Монреаль Канадиенс», в котором был одним из ключевых игроков атаки, заработав в двух сезонах подряд более 45 очков за сезон.
6 февраля 1943 года в матче против «Бостон Брюинз» забросил 5 шайб в матче, а «Канадиенс» выиграли матч со счётом 8:3. По окончании следующего сезона выиграл в составе «Канадиенс» второй Кубок Стэнли в своей карьере.
Завершил игровую карьеру по окончании сезона 1944/45 в возрасте 31 года.

## Смерть
Скончался 15 июня 2008 года в Лондоне от рака печени на 95-м году жизни; на момент смерти он был одним из старейших по возрасту среди живых на тот момент бывших игроков НХЛ.